# Ruisseau de Palmola
Le ruisseau de Palmola ou ruisseau de Carbounières est une rivière du Sud de la France. C'est un affluent direct du Tarn en rive gauche, donc un sous-affluent de la Garonne.

## Géographie
De 12,8 km de longueur, le ruisseau de Palmola prend sa source commune de Montastruc-la-Conseillère sous le nom de ruisseau de Carbounières et se jette dans le Tarn en rive gauche commune de Bessières en face de Mirepoix-sur-Tarn.

### Communes et cantons traversés
- Haute-Garonne : Montastruc-la-Conseillère, Paulhac, Bessières, Gémil, Buzet-sur-Tarn.

## Principaux affluents
- Ruisseau d'en Coutelle : 1,1 km.